# Nyinspelning
En nyinspelning eller remake (engelska: remake) är en ny version av en gammal film där man spelar in hela filmen på nytt, oftast med helt nya skådespelare och mindre eller större förändringar i manuset. En nyinspelning är inte detsamma som en uppföljare (fortsättning). Ordet remake är belagt i svenska språket sedan 1991.
Vissa nyinspelningar behåller samma namn och kopierar originalfilmen scen för scen, till exempel Psycho från 1998 som mer eller mindre en kopia av originalfilmen Psycho från 1960. Ett annat exempel är Dawn of the Dead från 2004 som är en nyinspelning av originalet Dawn of the Dead från 1978. Ibland har nyinspelningen inte samma namn som originalfilmen, till exempel 1961 års Pongo och de 101 dalmatinerna som i 1996 års nyinspelning istället fick heta 101 dalmatiner.
Eftersom utländska filmer anses sälja dåligt i USA, har ett antal nyinspelningar gjorts där nästan uteslutande av den anledningen. Ett exempel är icke engelskspråkiga filmer som det görs nyinspelningar av i USA, filmer som Ungkarlsbabyn (1985), som kom ut i nyinspelning som Tre män och en baby (1987), och Nikita (1990) som blev Kodnamn: Nina (1993).
Vissa gånger kan remaken medvetet göras annorlunda än den tidigare filmen, exempelvis att handlingen är förlagd någon annanstans, att den utspelar sig i en annan tid eller att huvudpersonerna lever andra liv. Det kan också vara ändringar av etiska och moraliska skäl eller för att den ska tilltala en annan målgrupp. Ett exempel är den svenska filmen Låt den rätte komma in (2008) som fick en amerikansk remake med titeln Let Me In (2010). Remaken hade medvetet gjorts om för att tilltala amerikanska tittare och kritiker. Bland annat hade handlingen flyttats från en Stockholmsförort till en amerikansk delstat och rollpersonerna fått mer amerikanska namn. Scener som kunde upplevas som känsliga hade också tagits bort eller ersatts. När en film skiljer sig mycket från originalfilmen talas det även om "nyversion" eller en "helt ny version", för att uppmärksamma tittare på de stora förändringarna.
De första filmerna i serien Jönssonligan var en ren svensk nyinspelning av filmer ur den danska serien Olsen-banden. Senare gjordes svenska filmer på eget manuskript.